# Voo Iran Air 277
O voo 277 da Iran Air foi um voo regular doméstico de passageiros, que caiu em 9 de janeiro de 2011, após iniciar um processo de arremetida durante a aproximação final com más condições meteorológicas no aeroporto de Úrmia, na província iraniana do Azerbaijão Ocidental. O voo se processava entre o Aeroporto Internacional de Mehrabad, em Teerã, e Úrmia, com um Boeing 727-286Adv da Iran Air, prefixo EP-IRP.

## Avião
O avião envolvido no acidente foi um Boeing 727, prefixo EP-IRP, construído em 1974. O avião estava parado havia muito tempo durante a sua vida útil. Foi estacionado em Bagdá de 1984 a 1990 e, em seguida, armazenado de 1991 a 2002. Foi posteriormente revisado por completo e voltou ao trabalho.

## Acidente
O voo foi de Teerã a Úrmia e caiu na aproximação final, perto do aeroporto de Úrmia próximo a um lago. O acidente ocorreu às 19h45 hora local (16h15 UTC), e foi notificado que a causa foi o mau tempo. O avião não tinha sido capaz de pousar na primeira tentativa, e caiu durante o processo de arremetida, ou enquanto tentava voltar a Teerã. As condições meteorológicas, no momento do acidente, incluíam neve e baixa visibilidade. Com o impacto, o avião partiu-se em vários fragmentos, sem provocar fogo ou explosão. No início houve informações confusas sobre o avião acidentado, falando tanto de um Fokker 100 como de um Boeing 727, embora mais tarde se confirmou que o avião era um Boeing 727.
O número de pessoas que viajavam a bordo não estava claro. A RIA Novosti informou que 95 passageiros estavam a bordo, enquanto a Reuters deu um valor de 156 passageiros e a Associated Press de 105 passageiros. Mais tarde, os relatórios oficiais ajustaram o número em 105 ou 106 pessoas a bordo, entre 10 e 12 tripulantes e 95 ou 94 passageiros. A Organização de Aviação Civil do Irã informou no dia seguinte ao do acidente que 93 passageiros e 12 tripulantes viajavam a bordo, de acordo com o relatório do voo.

## Afetados
Pelo menos 77 pessoas morreram e 26 ficaram feridas. Os esforços de resgate foram complicados devido à neve intensa na área. Um funcionário local afirmou que "[o] problema nos momentos de resgate é a neve intensa", que disse ter 70 cm (27,6 in) de profundidade no local do sinistro. Finalmente, 36 ambulâncias e onze hospitais foram utilizados nas operações de resgate.

## Passageiros

### Nacionalidades dos passageiros
| Nacionalidade    | Mortos           | Mortos           | Total |
| Nacionalidade    | Passageiros      | Tripulantes      | Total |
| ---------------- | ---------------- | ---------------- | ----- |
| Iraque           | 4                | 5                | 9     |
| Irão             | 63               | 10               | 73    |
| Total de mortes: | Total de mortes: | Total de mortes: | 77    |

## Investigação
O Irã pediu uma investigação do acidente. Um dia depois do acidente, os investigadores no local receberam as caixas-pretas. O Ministério de Transporte do Irã disse que a investigação se constituía de várias equipes de trabalho que incluíam especialistas em várias áreas, incluindo os de estruturas de aviões, de parâmetros do motor e de operações aéreas. A pesquisa foi seguida pela Organização de Aviação Civil do Irã. As caixas-pretas foram levadas a Teerã para sua análise.